# Lokis
Lokis ist eine Novelle des französischen Schriftstellers Prosper Mérimée, die 1869 in dem Magazin „Revue des Deux Mondes“ erschien.
Michael oder auch Lokis nennen die Litauer den Bären. Auf einer Reise durch Russland und das Baltikum hatte sich der Autor von einer litauischen Legende inspirieren lassen.

## Handlung
Sommer 1866 in der Woiwodschaft Žemaitėjė im Nordwesten Litauens: Der Gelehrte Wittembach, ein Königsberger Professor der vergleichenden Sprachwissenschaft, leitet und überwacht im Auftrage einer Bibelgesellschaft die Herausgabe des Matthäus-Evangeliums in Samogitisch. Gern folgt der Professor – er fungiert als Ich-Erzähler – der liebenswürdigen Einladung des jungen Grafen Michael Szemioth auf dessen Schloss Medintiltas. Denn die Schloss-Bibliothek beherberge nach Aussage eines Linguisten der Universität Dorpat kostbare Quellen zur schmudischen Sprache, wie das Samogitische – von den litauischen Bauern dort gesprochen – genannt wird.
Es kommt auch so, wie es der Dorpater Kollege dem Professor Wittembach versprochen hat. Nur, der Gelehrte kann sich nicht den ganzen Tag seinen Studien widmen, sondern wird von den Szemioths des Öfteren abgelenkt. Da ist beispielsweise der Verstand der Mutter des Hausherrn gestört. Die alte Gräfin Szemioth muss von drei kräftigen litauischen Bäuerinnen gebändigt werden. Der Hausarzt Dr. Fröber aus Memel setzt den verdutzten Professor über ein Ereignis, das mehr als 27 Jahre zurückliegt, ins Bild. Kurz nach ihrer Hochzeit war die Gräfin mit den Männern auf Jagd gegangen und prompt von einem Bären angefallen und verschleppt worden. Zu dem Zeitpunkt war die Gräfin bereits schwanger gewesen. Auch über den freundlichen jungen Grafen kann sich Wittembach nur wundern. Michael Szemioth klettert des Nachts auf einen Baum direkt vor dem Fenster des Gastes und beobachtet Letzteren mit stechendem Blick.
Höflich-zurückhaltend – wie der Königsberger Gast in jeder Situation auftritt – folgt er der Einladung des Grafen zu einem Ritt durch den Wald bis ins Schloss der Gräfin von Dowgielly. Der ledige Michael Szemioth sucht dort  das Fräulein Julka Iwinska, eine Nichte der Schlossherrin, auf. Das schelmische schöne Mädchen nennt sich eine litauische Rusalka. Im Schloss Dowgielly, das mehrfach aufgesucht wird, werden Geschichten erzählt. Der Professor berichtet, wie er in den Pampas von Uruguay überlebte. Er zapfte – wie die Indios dort – seinem Pferd gelegentlich Blut ab. Der Graf interessiert sich lebhaft für die Details. Die Geschichte mit dem Grafen auf dem Baum bleibt nicht das einzige pathologische Vorkommnis. Der Professor beobachtet mehrfach die eigenartige Furcht, die Michael den Tieren einflößt. Und einmal wird Wittembach beim Übernachten auf Schloss Dowgielly zusammen mit Michael Szemioth in einem Zimmer untergebracht. Im Schlaf brüllt der Graf so laut und tierisch, dass er vom eigenen Lärm erwacht. Nach Medintiltas zurückgekehrt, spricht der Professor bei der nächsten Gelegenheit Dr. Fröber auf jenes abnormale Schlafverhalten Michaels an. Eine Erklärung hat der Mediziner bei der Hand. Der Wahnsinn der Gräfin sei über das Blut auf den Sohn übertragen worden. Dr. Fröber sähe es in dem Zusammenhang gern, wenn der Graf endlich heiratete, denn der junge Mann mit der athletischen Gestalt brauche eine „Ableitung“.
In einem Gespräch mit Wittembach bewundert Michael zwar das Blut unter der Haut der koketten Julka, will das Fräulein aber nie wiedersehen. Etwa zwei Monate darauf, der Professor befindet sich längst wieder außerhalb Samogitiens, wird er vom Grafen brieflich zur Hochzeit eingeladen. Michael Szemioth und Julka Iwinska heiraten nun doch. Julka, die sich die Muse Litauens nennt, fügt der Einladung ein paar Zeilen in Schmudisch bei.
Professor Wittembach benimmt sich immer, wie es sich gehört. Er folgt der Einladung. Bereits als Michael die Braut in der Kutsche heim holt, gibt es auf der Hochzeit den ersten Zwischenfall. Die Mutter des Bräutigams betritt die Freitreppe von Schloss Medintiltas. Offenbar hat sie ihre drei Bewacherinnen überwunden. Die alte Gräfin Szemioth schreit: „Der Bär!... Tötet ihn! Schießt!“ Einige abergläubische Gäste müssen beruhigt und  Ahnungslose aufgeklärt werden. Das zweite und letzte Vorkommnis kommt am Morgen nach der Hochzeitsnacht ans Tageslicht. Julka wird im Brautgemach grässlich zerfleischt aufgefunden. Michael ist verschwunden. Nie wieder wurde von ihm etwas gehört.

## Form
Ein ernstes Thema – die Geisteskrankheit – wird mustergültig behandelt. Die Meisternovelle besticht eingangs – bevor sie schließlich sehr blutrünstig mündet – durch ihre unterschwellig Heiterkeit erregende Erzählweise. Dank der außerordentlichen Kunstfertigkeit des Autors dringt die „sich ereignete unerhörte Begebenheit“ (Goethe 1827) dem Leser erst auf der allerletzten Seite des Textes mit Macht ins Bewusstsein.
Linguistisches und Historisches kommt nicht zu knapp. Gedimin wird genannt. Zudem schildert Mérimée die sommerliche, teilweise sumpfige litauische Waldwildnis einprägsam. Eine Hexe – eigentlich eine Bettlerin – kommt, mit einer dressierten Schlange am Leib, darin vor. Das wunderliche Weib droht den beiden Reitern mit dem Gott Pirkuns.

## Adaptionen
- Lunatscharski verfasste 1924 das Theaterstück „Bärenhochzeit“.[5][6]
- Janusz Majewski[7] hat die Novelle 1970 verfilmt[8][9].
- Die Oper Lokys von Bronius Kutavičius wurde am 25. Juni 2000 im Litauischen Nationaltheater für Oper und Ballett in Vilnius uraufgeführt.[10]

## Deutsche Ausgaben

### Verwendete Ausgabe
- Lokis. Übersetzer: Alfred Thierbach, S. 414–460 in Prosper Mérimée: Don Juan im Fegefeuer und andere Novellen.  (enthält noch: Die Bartholomäusnacht. Mateo Falcone. Vision Karls XI. Der Sturm auf die Schanze. Die Perle von Toledo. Die Tricktrackpartie. Der doppelte Irrtum. Don Juan im Fegefeuer).  Mit einer Einleitung von Herbert Kühn. Dieterich’sche Verlagsbuchhandlung zu Leipzig 1957 (3. Aufl. 1965, Lizenz Rudolf Marx). 476 Seiten